# Mistrzostwa Europy Centralnej Strongman w Parach 2008
Mistrzostwa Europy Centralnej Strongman w Parach 2008 – doroczne, drużynowe mistrzostwa siłaczy z Europy Centralnej, rozgrywane w zespołach złożonych z dwóch zawodników, reprezentujących ten sam kraj.
Data: 22, 23, 24, 25 maja 2008 r.

Miejsce: Piła, Trzcianka, Czarnków, Jutrosin  Polska
WYNIKI ZAWODÓW:
| Miejsce | Zawodnicy                          | Kraj     | Punkty |
| ------- | ---------------------------------- | -------- | ------ |
| 1.      | Ervin Katona, Radojica Marinković  | Serbia   | 94     |
| 2.      | Lubomir Libacki, Damian Sierpowski | Polska   | 86     |
| 3.      | Jan Šalata, Jiří Žaloudek          | Czechy   | 72     |
| 4.      | Gábor Aranyosi, Richárd Danis      | Węgry    | 66     |
| 5.      | Boris Miloševič, Gregor Stegnar    | Słowenia | 51,5   |
| 6.      | Kryspin Rozum, Artur Patyk         | Polska   | 48,5   |
| 7.      | Imrich Haver, František Piroš      | Słowacja | 18     |